# شباب شياب (فلم)
شباب شياب، فيلم إمراتي صدر سنة 2018.

## ملخص الفيلم
تدور الأحداث حول 4 رجال مسنين يمضون السنوات المتبقية في حياتهم مغمومين وحزينين في مأوى للكبار، إلى اللحظة التي يبتسم الحظ لهم على نحو غير متوقع عندما يرث أحدهم ثروة كبيرة، ما يمكنهم من العودة لتحقيق أحلامهم السابقة التي طواها النسيان في مغامرة بشوارع دبي.

## طاقم العمل
- سلوم حداد
- سعد الفرج
- مرعي الحليان
- منصور الفيلي
- ليلى عبدالله
- فؤاد علي
- شجرة الدر
- عبدالله الجنيبي

واخروون ..